# Rosi Mittermaier
Rosemarie "Rosi" Mittermaier-Neureuther (Munique, 5 de agosto de 1950 – Garmisch-Partenkirchen, 4 de janeiro de 2023) foi uma esquiadora profissional alemã. Ela foi campeã geral da Copa do Mundo de Esqui Alpino em 1976.

## Títulos por temporadas
| Temporada | Disciplina |
| --------- | ---------- |
| 1976      | Geral      |
| 1976      | Slalom     |
| 1976      | Combinado  |

## Morte
Mittermaier, morreu no dia 4 de janeiro de 2023, aos 72 anos.